# Palpares pauliani
Palpares pauliani is een insect uit de familie van de mierenleeuwen (Myrmeleontidae), die tot de orde netvleugeligen (Neuroptera) behoort. 
Palpares pauliani is voor het eerst wetenschappelijk beschreven door Fraser in 1951.